# Kościół św. Mikołaja w Byczynie
Kościół ewangelicko-augsburski imienia św. Mikołaja – polski ewangelicko-augsburski kościół filialny, należący do diecezji katowickiej, znajdujący się przy ulicy Okrężnej w Byczynie.

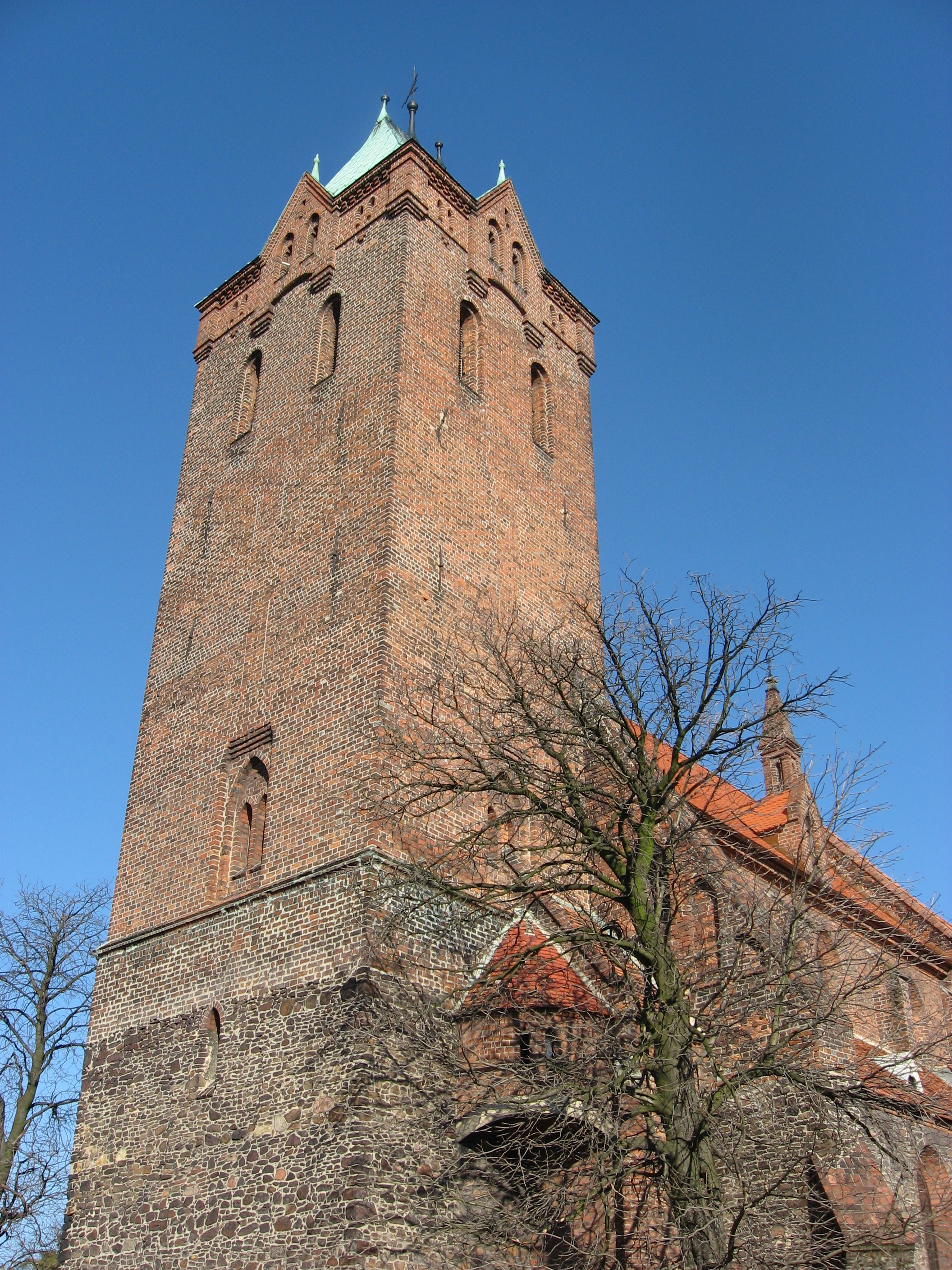
Wieża kościoła

## Historia kościoła
Pierwsza wzmianka o kościele pochodzi z 1283 roku. Była to budowla konstrukcji drewnianej. W 1430 roku została ona ograbiona przez husytów. Pod koniec XIV wieku wzniesiono nową, murowaną świątynię, która służyła katolikom do czasów reformacji.
W 1556 roku świątynia została przejęta przez protestantów. W latach 1694–1707 kościół ponownie był katolicki, jednak po 1707 roku wrócił w ręce ewangelików, gdzie jest do dziś. W latach 1790–1791 kościół został odnowiony do czego przyczynił się cieśla Jerzy Kanus z Jaśkowic i murarz Jakisch z Namysłowa. W latach 1886–1888 (wówczas pastorem był H. Koeling), miała miejsce kolejna, tym razem gruntowna renowacja i regotycyzacja. Do 1750 roku, teren wokół kościoła służył jako cmentarz. Wskutek złych warunków sanitarnych i groźbie epidemii został on zniwelowany, a następnie założony w innym miejscu Byczyny. Po II wojnie światowej duża grupa ewangelików opuściła Byczynę, a do tej pory kościół parafialny został przyłączony jako filialny do parafii ewangelicko-augsburskiej w Wołczynie. W 1962 roku przeprowadzono remont dachu, w 1993 roku uzupełniono cegłę w murach obwodowych świątyni, a w 2003 roku wymieniono pokrycie dachowe. Kościół jednak wymaga gruntownych prac konserwatorskich (mury kościoła są bardzo zawilgocone i zaatakowane przez drobnoustroje).

## Architektura i wnętrze
Kościół św. Mikołaja jest orientowany, wybudowany w układzie bazylikowym, oszkarpowany. Składa się z trójnawowego korpusu i prosto zamkniętego prezbiterium. Do prezbiterium dobudowana jest piętrowa zakrystia, natomiast od południa kruchta. Do korpusu nawowego od północy dostawiona jest druga kruchta, a od południa znajduje się kaplica św. Jadwigi. Do ściany szczytowej dostawiona jest wieża w kształcie kwadratu, do której przylega wieżyczka schodowa.
Kościół wymurowano z cegły, w przyziemiu natomiast użyto kamienia. Korpus i prezbiterium przykrywa dwuspadowy dach z oknami połaciowymi. Na styku prezbiterium i korpusu nawowego jest murowana sygnaturka. Główne wejście prowadzi przez kamienny ostrołukowy portal w przyziemiu wieży. Wieża jest 4-kondygnacyjna. W ścianie po stronie prezbiterium wmurowana jest kamienna tabliczka z literami A M i J M oraz datą 1709. W wysokich, ostrołukowych oknach są witraże.
Nawa główna otwarta jest na prezbiterium ostrołukową arkadą, od naw bocznych oddzielają ją również ostrołukowe arkady. W zachodniej części nawy jest murowany chór, pod nim wstawiona drewniana empora. Wnętrze jest tynkowane i malowane. Sklepienie prezbiterium pokryto polichromią. Na neogotycki wystrój wnętrza kościoła składają się m.in. siedziska i stalle w prezbiterium, empora, ławki, ołtarz główny, ambona oraz kamienna chrzcielnica. Prezbiterium, w części ołtarzowej, wydzielone jest drewnianą balustradą. Bliżej nawy, po obu stronach prezbiterium, znajdują się dwurzędowe stalle z baldachimem, o bogatej dekoracji snycerskiej. Ołtarz główny jest pięknie dekorowany w formie tryptyku, ambona z baldachimem umieszczona jest pod ścianą.
Większość wystroju i wyposażenia kościoła powstało w latach 80 XIX wieku. Jednak jest kilka cennych dzieł, które pochodzą sprzed okresu regotycyzacji. Są to m.in.:
- drewniany gotycki krucyfiks z 1530 roku, pochodzący z tzw. Szkoły Krakowskiej (powstał prawdopodobnie w kręgu uczniów Wita Stwosza)[4],
- renesansowy obraz wotywny Albrechta Opali, pastora byczyńskiego, ze sceną Chrztu w Jordanie,
- obraz Tobiasza Fendta Zmartwychwstanie z przełomu XVII/XVIII wieku,
- obraz również Tobiasza Fendta Ukrzyżowanie w ramie z kartuszem herbowym,
- drewniane siedzisko z wyciętymi inicjałami i datą 1712 rok.

Pod kościołem znajdują się krypty grobowe:
- księcia Maksymiliana Emanuela Wirtemberskiego(inne języki) (1689–1709), który zmarł w drodze powrotnej z niewoli rosyjskiej po bitwie pod Połtawą),
- rodziny Frankenbergów,
- Opolliusa – byczyńskiego pastora,
- Jana Kośnego – rektora Miejskiej Szkoły w Byczynie[3].